# Delray Beach International Tennis Championships 2013
Delray Beach International Tennis Championships 2013 — тенісний турнір, що проходив на кортах з твердим покриттям у місті Делрей-Біч, США з 25 лютого. Належав до категорії ATP World Tour 250, був турніром серії Delray Beach Open 2013 року.

## Фінальна частина

### Одиночний розряд
Ернестс Гулбіс —  Едуар Роже-Васслен 7–6(7–3), 6–3

### Парний розряд
Джеймс Блейк /  Джек Сок —  Максим Мирний /  Горія Текеу 6–4, 6–4